# Szaszturasz
Szaszturasz (hettita Šašturaš, luvi ša-ša-tù+ra/i-šá, vagy ša-šá-tù+ra/i-ša) az újhettita Karkemis főembere, talán uralkodója. Lehetett Kamanisz testvére, vagy unokaöccse is. Annyi biztos, hogy Kamanisz vezírje, és valószínűleg az utolsó karkemisi király, Piszirisz apja. Uralkodásáról nincs adat, de elképzelhető, hogy fia így lehetett király. Piszirisz egy töredéken hercegnek nevezte, vagyis akár az uralkodóház rokona is lehetett, talán Kamanisz öccse, de ez jelenleg bizonyíthatatlan. Piszirisz i. e. 738-ban már uralkodott, így Szaszturasz ez előtt halhatott meg. Egyidőben élt II. Szarduri urartui királlyal és V. Assur-nirárival.
Kamanisz idején Karkemis vezíre volt, címe szerint „Kamanisz első szolgája”. Fontos és hatalmas személy lehetett a korabeli királyságban, hiszen említi őt a Kamana város alapítása alkalmából emelt sztélé is. Egyfajta feudális hűbéri lánc is kirajzolódik a sztéléről, mivel az említ Szaszturasz hatalma alatt álló területeket is, esetleg az is elképzelhető, hogy utólag állította a sztélét, amikor már egyeduralkodó lett belőle, innen az uralkodást illető bizonytalanság. A név alapján először II. Szardurival azonosították, ami ma már nem tartható álláspont, de az elképzelhető, hogy maga a név az urartui nyelvből származik, illetve Szaszturi maga urartui volt.
A források említést tesznek egy fiáról, aki uralkodó lett, de itt nincs név. Néhány töredékes felirat kérdésessé teszi ezen uralkodó kilétét, mert Ašitru formában olvasható nevet tartalmaz, ami megalapozza egy II. Asztiruvasz nevű karkemisi király feltevését. Ugyanakkor az asszír forrásokban a Kamanisz után előforduló első uralkodónév a Piszirisz, aki biztosan Karkemis uralkodója volt. Így ha az Ašitru olvasat helyesnek bizonyul, Piszirisz talán az unokája volt Szaszturasznak.